# Zamalek
Zamalek (arabiska: الزمالك) är ett distrikt (kism) i centrala Kairo, Egypten innefattande den norra delen av ön Gezira i Nilen. Ön är ansluten till flodbankarna via tre broar vardera på östra och västra sidorna av ön, inklusive broarna Qasr el-Nil och 6 oktober. Distriktet har sett många ekonomiska och politiska strömningar genom åren vilket har resulterat i en kraftig reducering av Zamaleks många öppna grönområden.
Distriktet präglas dock fortfarande av sportklubben Gezira Sporting Club som utgör en grönskande oas i den centrala delen av staden och upptar cirka en fjärdedel av öns totala yta. Sportklubben är enbart öppen för medlemmar och innefattar förutom ett antal uteserveringar, simbassänger och lekområden bland annat en niohåls golfbana, en galoppbana, en ridklubb, en tennisstadion, ett flertal tennisbanor samt krocket.

## Beskrivning
Zamalek, tillsammans med Maadi, Mohandessin, Heliopolis och Garden City, är ett av de mest framstående distrikten i Kairo..
Dess lugna, grönskande gator med bostadshus från 1800-talet och dess villor gör området till ett av de mest attraktiva i staden och det är ett populärt område för stadens invånare med europeiskt ursprung. Distriktet har många förstklassiga restauranger, barer och kaféer inklusive de traditionella trottoarserveringarna utefter Nilens stränder. Gezira-ön har många kulturella inslag med konstgallerier och museer, inklusive museet för islamisk keramik samt operahuset i Kairo och El Sawy kulturhjulet.
Sveriges ambassad i Kairo (och många andra ambassader) ligger i Zamalek.

## Bilder

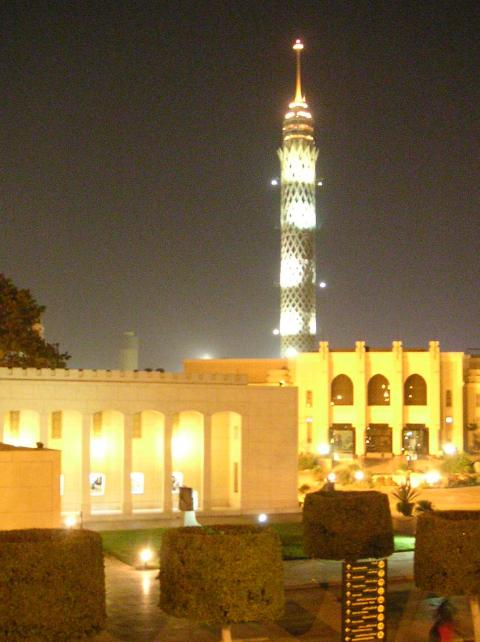
Kairotornet med Operahuset i Kairo i förgrunden.
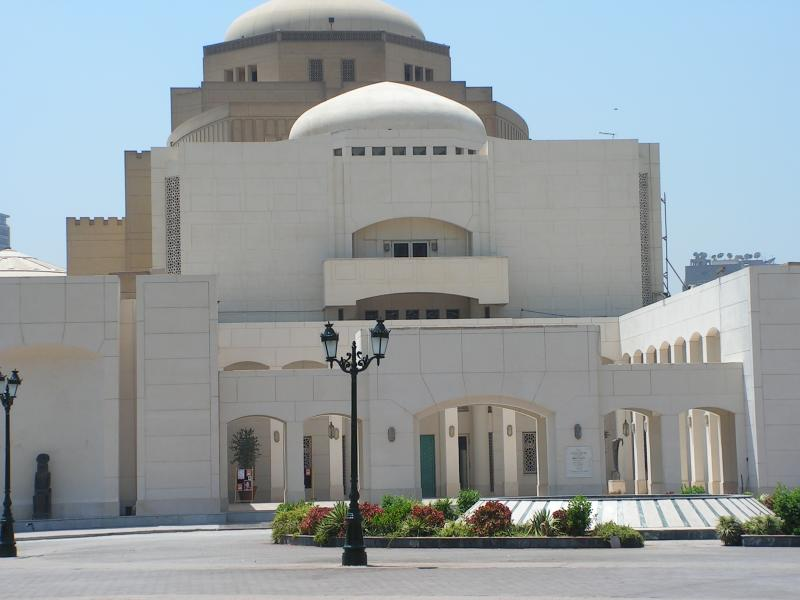
Gezira-ön med Operahuset i Kairo.
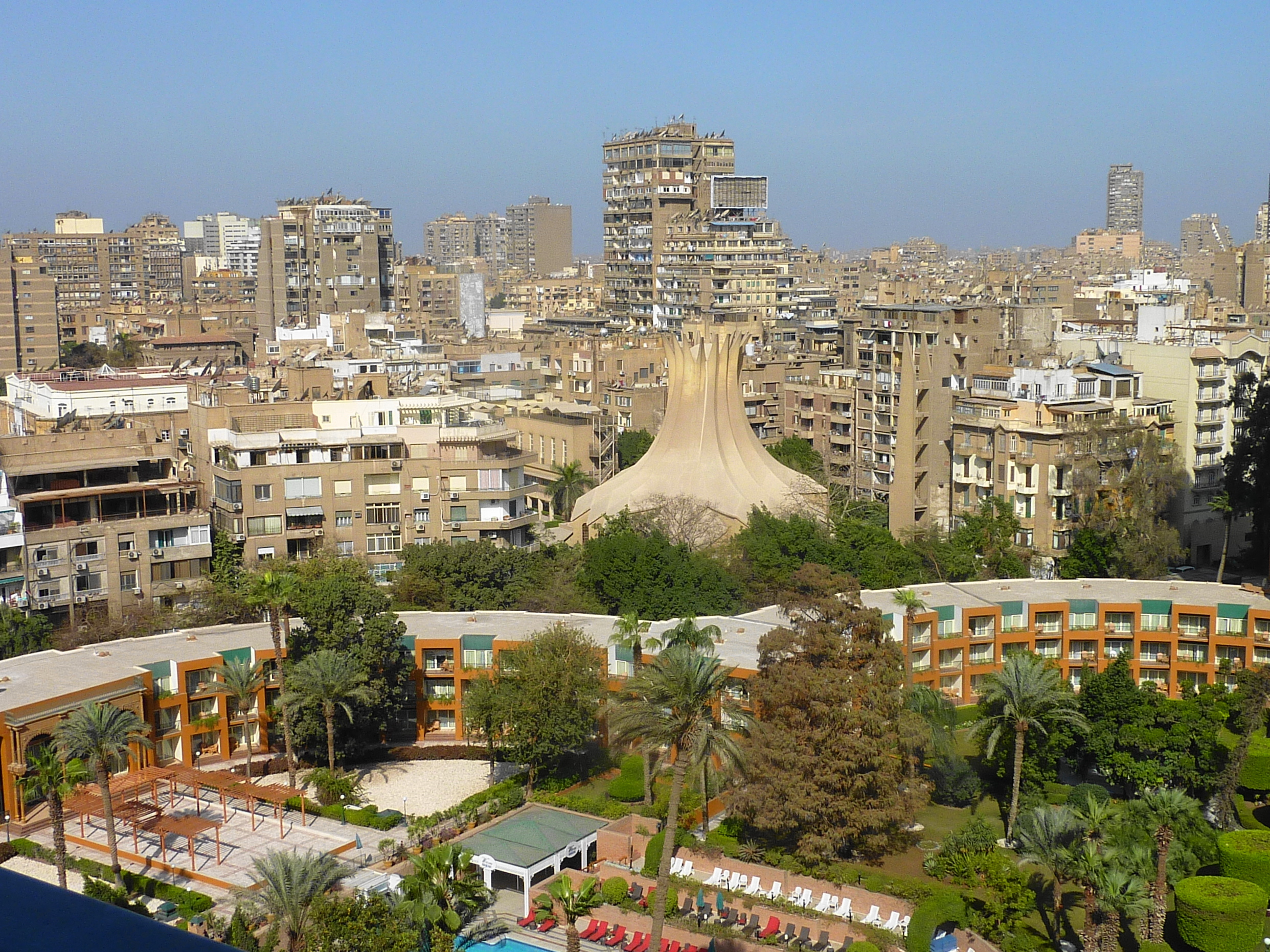
Zamalek
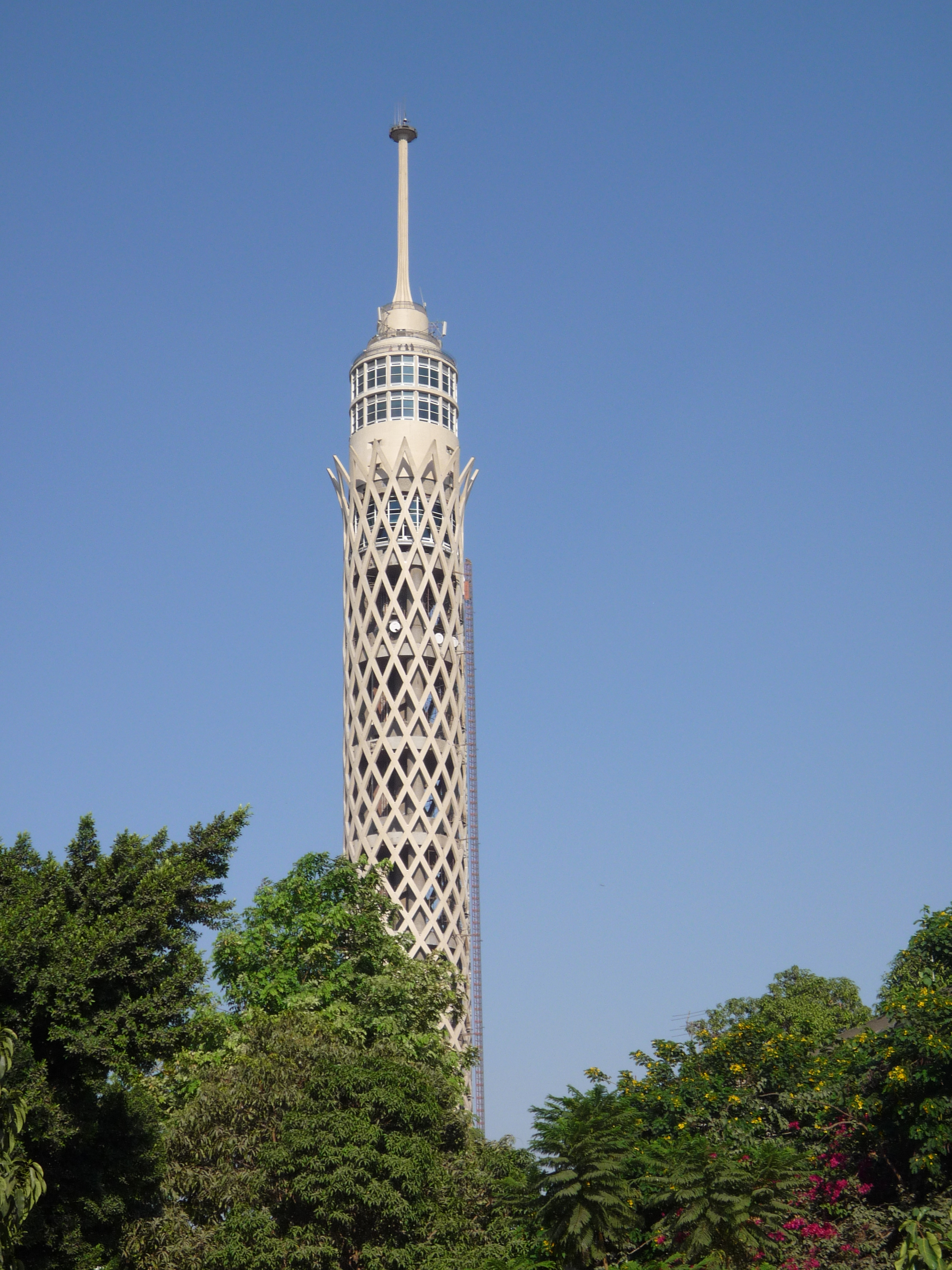
Kairotornet (Cairo Tower).